# Delia gracilipes
Delia gracilipes este o specie de muște din genul Delia, familia Anthomyiidae. A fost descrisă pentru prima dată de Malloch în anul 1920. Conform Catalogue of Life specia Delia gracilipes nu are subspecii cunoscute.